# Ferme Li Rodge Mohone
La ferme Li Rodge Mohone (termes wallons signifiant : La Maison Rouge) est un immeuble classé situé dans la section de Neuville-en-Condroz faisant partie de la commune de Neupré en Belgique (province de Liège). 

## Localisation
La ferme se situe en retrait de la voirie, au no 1 du chemin du Bida, au nord-ouest du village condrusien de Neuville-en-Condroz et à une cinquantaine de mètres de la chaussée de Marche (route nationale 677). L'altitude est de 225 m.

## Historique
Les écrits relatifs à ce domaine sont rares. Son nom de maison rouge vient de l'emploi de la brique rouge comme matériau principal alors que le calcaire et/ou le grès du Condroz étaient le plus souvent utilisés au XVIe siècle quand le corps de logis, la plus ancienne partie de la ferme, a été construit. À ses origines, la ferme aurait été une possession de l'abbaye du Val-Saint-Lambert. Son passé serait aussi lié à quelques seigneurs du château de La Neuville. Parmi les familles propriétaires du lieu, on peut citer les Dammartin, de Warfusée, de Hermalle, de Streel, Thiribu, d’Oultremont, Warnant, Lannoy, de Tornaco (1854), Braconnier (1900), Delwiche (1972) et Sluismans (1984). La ferme est agrandie ou remaniée au cours des trois siècles suivants. Elle a été entièrement entourée de douves.

## Architecture
Cette ferme en carré est construite en moellons de pierre calcaire pour le soubassement et les encadrements des baies et principalement en brique pour le reste de la construction. La façade principale située au nord-est mesure une cinquantaine de mètres. La grande cour intérieure de forme trapézoïdale d'une superficie d'environ 800 m2 est accessible par un porche cintré. La plupart des baies du corps de logis possèdent des linteaux en accolade, typiques de la période gothique. Côté cour, une tour octogonale de quatre niveaux est adossée au corps de logis. Deux petites surfaces de douves sont encore sous eau du côté nord-est.

## Classement
La ferme dénommée "Li Rodge Mohone" est classée depuis le 28 octobre 1948 et reprise sur la liste du patrimoine immobilier classé de Neupré